# 외접원

삼각형의 외접원과 외심

기하학에서 외접원(外接圓, 영어: circumscribed circle, circumcircle)은 주어진 다각형의 모든 꼭짓점을 지나는 원이다. 외심(外心, 영어: circumcenter)은 외접원의 중심을 일컫는다. 모든 삼각형과 정다각형은 외접원을 갖는다. 그러나 모든 다각형에 외접원이 존재하는 것은 아니다.

## 정의
다각형의 모든 꼭짓점을 지나는 원이 존재한다면, 이 원을 이 다각형의 외접원이라고 한다. 다각형의 외접원의 중심을 이 다각형의 외심이라고 한다. 외접원을 갖는 (볼록) 다각형을 내접 다각형(內接多角形, 영어: cyclic polygon, inscribed polygon)이라고 한다. 특히 외접원을 갖는 (볼록) 사각형을 내접 사각형이라고 한다.

## 성질
다각형이 외접원을 갖는다면, 그 외심은 모든 변의 수직 이등분선의 교점이며, 외심과 다각형의 각 꼭짓점 사이의 거리는 외접원의 반지름이므로 모두 같다.
모든 삼각형과 정다각형은 외접원을 갖는다. 즉, 모든 삼각형과 정다각형은 내접 다각형이다.

### 예각·직각·둔각 삼각형의 외심
예각 삼각형의 외심은 삼각형의 내부에 속한다. 직각 삼각형의 외심은 빗변의 중점이다. 둔각 삼각형의 외심은 삼각형의 외부에 속한다.

### 반지름
삼각형 {\displaystyle ABC}의 외접원의 반지름을 {\displaystyle R}라고 하고, 세 변의 길이를 {\displaystyle a=BC}, {\displaystyle b=CA}, {\displaystyle c=AB}라고 하자. 그렇다면 다음 등식들이 성립한다 (사인 법칙).
{\displaystyle {\frac {a}{\sin A}}={\frac {b}{\sin B}}={\frac {c}{\sin C}}=2R}
삼각형의 넓이를 {\displaystyle S}라고 하자. 그렇다면 다음이 성립한다.
{\displaystyle S={\frac {abc}{4R}}}
증명:
삼각형의 넓이는 한 변의 길이 {\displaystyle a}와 그 변 위의 높이 {\displaystyle b\sin C}의 곱의 1/2이므로, 사인 법칙에 따라
{\displaystyle S={\frac {1}{2}}ab\sin C={\frac {1}{2}}ab\cdot {\frac {c}{2R}}={\frac {abc}{4R}}}
이다. 
삼각형의 내접원의 반지름을 {\displaystyle r}라고 하자. 그렇다면 외심 {\displaystyle O}와 내심 {\displaystyle I} 사이의 거리는 다음과 같다 (오일러 삼각형 정리).
{\displaystyle OI={\sqrt {R^{2}-2Rr}}}
특히 다음 부등식이 성립한다 (오일러 부등식).
{\displaystyle R\geq 2r}

### 오일러 직선
삼각형의 외심, 무게 중심, 수심, 구점원의 중심은 한 직선 위의 점이며, 정삼각형이 아닐 경우 이 네 중심을 지나는 직선은 유일하게 존재한다. 이를 주어진 삼각형의 오일러 직선이라고 한다.

### 사각형
(볼록) 사각형 {\displaystyle ABCD}에 대하여, 다음 조건들이 서로 동치이다.
- 내접 사각형이다. (즉, 외접원을 갖는다.)
- (두 대각의 합은 {\displaystyle 180^{\circ }}) {\displaystyle \angle BAD+\angle BCD=180^{\circ }}
- (원주각) {\displaystyle \angle ACB=\angle ADB}
- (방멱 정리) 두 대각선 {\displaystyle AC}, {\displaystyle BD}의 교점을 {\displaystyle E}라고 할 때, {\displaystyle EA\cdot EC=EB\cdot ED}
- (프톨레마이오스 정리) {\displaystyle AB\cdot CD+AD\cdot BC=AC\cdot BD}

### 미켈 정리
삼각형 {\displaystyle ABC} 및 직선 {\displaystyle BC}, {\displaystyle CA}, {\displaystyle AB} 위의 점 {\displaystyle D}, {\displaystyle E}, {\displaystyle F}가 주어졌다고 하자. 미켈 정리(영어: Miquel theorem)에 따르면, 삼각형 {\displaystyle AEF}, {\displaystyle BFD}, {\displaystyle CDE}의 외접원은 한 점 {\displaystyle P}에서 만난다. 이 경우 점 {\displaystyle P}를 삼각형 {\displaystyle ABC}에 대한 점 {\displaystyle D}, {\displaystyle E}, {\displaystyle F}의 미켈 점(영어: Miquel point)이라고 한다. 만약 {\displaystyle D}, {\displaystyle E}, {\displaystyle F}가 한 직선 위의 점이 아닐 경우, 삼각형 {\displaystyle DEF}를 삼각형 {\displaystyle ABC}에 대한 점 {\displaystyle P}의 한 미켈 삼각형(영어: Miquel triangle)이라고 한다.
증명:
편의상 {\displaystyle D}, {\displaystyle E}, {\displaystyle F}가 변 {\displaystyle BC}, {\displaystyle CA}, {\displaystyle AB} 위의 점이며, 삼각형 {\displaystyle AEF}, {\displaystyle BFD}의 외접원의 다른 한 교점 {\displaystyle P}가 삼각형 {\displaystyle ABC}의 내부에 속한다고 하자 (그 밖의 경우의 증명은 유사하다). 그렇다면 사각형 {\displaystyle AEPF}, {\displaystyle BDPF}는 내접 사각형이므로
{\displaystyle \angle CEP=\angle AFP=\angle BDP}
이다. 따라서 사각형 {\displaystyle CDPE} 역시 내접 사각형이다.
네 직선으로 구성된 네 삼각형의 외접원은 한 점에서 만난다. 이는 미켈 정리에서 {\displaystyle D}, {\displaystyle E}, {\displaystyle F}가 한 직선 위의 점인 특수한 경우이다.
삼각형 {\displaystyle ABC} 및 직선 {\displaystyle BC}, {\displaystyle CA}, {\displaystyle AB} 위의 점 {\displaystyle D}, {\displaystyle E}, {\displaystyle F} 및 점 {\displaystyle P}에 대하여, 삼각형 {\displaystyle DEF}가 점 {\displaystyle P}의 미켈 삼각형일 필요 충분 조건은 유향각 {\displaystyle \angle PFA}, {\displaystyle \angle PDB}, {\displaystyle \angle PEC}의 크기가 같은 것이다. 이에 따라, 주어진 점의 미켈 삼각형은 무한히 많이 존재한다. 수족 삼각형은 미켈 삼각형의 특수한 경우이다.
삼각형 {\displaystyle ABC} 및 직선 {\displaystyle BC}, {\displaystyle CA}, {\displaystyle AB} 위의 점 {\displaystyle D}, {\displaystyle E}, {\displaystyle F} 및 미켈 점 {\displaystyle P}가 주어졌다고 하자. 그렇다면 다음이 성립한다.:133, §VII.186
{\displaystyle \angle BPC=\angle BAC+\angle EDF}
{\displaystyle \angle CPA=\angle CBA+\angle FED}
{\displaystyle \angle APB=\angle ACB+\angle DFE}
여기서 모든 각도는 유향각이다.
증명:
편의상 {\displaystyle D}, {\displaystyle E}, {\displaystyle F}가 변 {\displaystyle BC}, {\displaystyle CA}, {\displaystyle AB} 위의 점이며, 삼각형 {\displaystyle AEF}, {\displaystyle BFD}의 외접원의 다른 한 교점 {\displaystyle P}가 삼각형 {\displaystyle ABC}의 내부에 속한다고 하자 (그 밖의 경우의 증명은 유사하다). 그렇다면 사각형 {\displaystyle BDPF}, {\displaystyle CDPE}는 내접 사각형이므로
{\displaystyle \angle BPC=\angle BPD+\angle DPC=\angle BFD+\angle DEC=\angle BAC+\angle EDF}
이다.
주어진 점의 모든 미켈 삼각형은 닮음이다. 구체적으로, 삼각형 {\displaystyle ABC}에 대한 점 {\displaystyle P}의 모든 미켈 삼각형은 {\displaystyle P}를 고정점으로 하는 방향 보존 닮음 변환에 대하여 닮음이다.:134, §VII.188
증명:
위 등식에 따라 삼각형 {\displaystyle ABC}에 대한 점 {\displaystyle P}의 미켈 삼각형 {\displaystyle DEF}의 세 내각의 크기
{\displaystyle \angle EDF=\angle BPC-\angle BAC}
{\displaystyle \angle FED=\angle CPA-\angle CBA}
{\displaystyle \angle DFE=\angle APB-\angle ACB}
는 미켈 삼각형 {\displaystyle DEF}의 선택과 무관하므로, 모든 미켈 삼각형은 (방향 보존 닮음 변환에 대하여) 닮음이다. 또한
{\displaystyle \angle PDE=\angle PCA}
{\displaystyle \angle PEF=\angle PAB}
{\displaystyle \angle PFD=\angle PBC}
역시 미켈 삼각형의 선택과 무관하므로, 닮음 변환은 {\displaystyle P}를 고정점으로 갖는다.

### 키페르트 포물선과의 관계
삼각형의 모든 내접 포물선의 초점은 외접원 위의 점이다.:47, §5.5 특히 삼각형의 키페르트 포물선(영어: Kiepert’s parabola)의 초점은 외접원 위의 점이다. 이는 종합 기하학의 방법을 통해 다음과 같이 증명할 수 있다.
증명:
내접 포물선의 초점 {\displaystyle F}가 외접원 위의 점이라는 조건은 초점 {\displaystyle F}를 지나는 삼각형의 세 변의 수선의 발이 한 직선 위의 점인 것과 동치이다 (심슨 직선). 따라서 초점 {\displaystyle F}를 지나는, 포물선 위 임의의 점 {\displaystyle P}에서의 접선의 수선의 발이 항상 포물선의 꼭짓점 {\displaystyle V}에서의 접선 위의 점임을 보이는 것으로 충분하다.
점 {\displaystyle P} 또는 초점 {\displaystyle F}를 지나는 준선의 수선의 발을 {\displaystyle D}, {\displaystyle E}라고 하고, 꼭짓점 {\displaystyle V}에서의 접선과 {\displaystyle DF}의 교점을 {\displaystyle M}이라고 하자. 그렇다면 포물선의 꼭짓점 {\displaystyle V}는 선분 {\displaystyle EF}의 중점이며, {\displaystyle VM}과 {\displaystyle DE}는 평행하므로 {\displaystyle M}은 선분 {\displaystyle DF}의 중점이다. {\displaystyle PD=PF}이므로 {\displaystyle PM}은 {\displaystyle DF}의 수선이자 {\displaystyle \angle DPF}의 이등분선이다. 이에 따라 광선 {\displaystyle FP}가 직선 {\displaystyle PM}에 반사된 광선은 {\displaystyle DP}의 연장선이다. 포물선의 성질에 따라 초점을 지나는 광선 {\displaystyle FP}가 포물선에 반사된 광선은 {\displaystyle DP}의 연장선이므로, {\displaystyle PM}은 포물선의 {\displaystyle P}에서의 접선이다.

## 같이 보기
- 내접원
- 아폴로니오스의 문제